# القطب المغناطيسي

رسم يوضح الفرق بين القطبين الجيومغناطيسيين (N_{m} وS_{m}) والقطبين الجغرافيين (N_{g} وS_{g})

القطب المغناطيسي هو النقاط المتقابلة حيث يكون محور ثنائي القطب best-fitting متقاطع مع سطح الأرض. ثنائي القطب هذا يكون مكافئ لقضيب مغناطيسي قوي عند مركز الأرض، وثنائي القطب النظري هذا يصبح قريباً أكثر من أي ثنائي قطب آخر لحساب المجال المغناطيسي المرصود على سطح الأرض. في المقابل، فالقطبين المغناطيسيين الفعليين غير متقابلين، ولا يقعا على الخط المار عبر مركز الأرض.
نظراً لحركة السوائل في اللب الخارجي للأرض، فالقطبين المغناطيسيين يتحركا باستمرار. ومع ذلك، على مدى آلاف السنين، يتركز اتجاهها حول محور دوران الأرض. ينعكس القطبين بمعدل مرة كل نصف مليون سنة (الشمالي يبدل مكانه مع الجنوبي).

## التعريف
كتقريب من الترتيب الأول، يمكن للقطب المغناطيسي للأرض أن يكون على غرار ثنائي القطب البسيط (مثل القضيب المغناطيسي)، بميل 10° على محور دوران الأرض (والذي يحدد القطب المغناطيسي الشمالي والقطب المغناطيسي الجنوبي) ويتمركز عند مركز الأرض. القطب الجيومغناطيسي الشمالي والجنوبي هما نقطتنان متقابلتان حيث يكون محور ثنائي القطب النظري هذا متقاطع مع سطح الأرض. إذا كان المجال المغناطيسي للأرض عبارة عن ثنائي قطب كامل فخطوط الحقل سوف تكون عمودية على القطبين المغناطيسين، وستتقاطعان مع القطبين المغناطيسيي الشمالي والجنوبي. ومع ذلك، فالتقريب ليس كاملاً، فإن القطب المغناطيسي والجيومغناطيسي يقعان على مسافة بعيدة من بعضهما البعض.

## الحركة
تتحرك الأقطاب الجيومغناطيسية على مدار الوقت بسبب المجال الجيومغناطيسي الذي تنتجه حركة سبائك الحديد المنصهر في اللب الخارجي للأرض (انظر حركة الأرض). على مدى 150 سنة الماضية تحرك القطبين غرباً بمعدل 0.05° إلى 0.1° سنوياً، مع القليل من الحركة الصافية تجاه الشمال أو الجنوب.
على مدار آلاف السنين، متوسط حركة القطبين الجيومغناطيسيين تتقاطع مع القطبين الجغرافيين. اعتمد علماء المغناطيسية القديمة لفترة طويلة على فرضية ثنائي القطب المحوري المتمركز حول الأرض، والتي تفترض أن، بغض النظر عن مدة الانعكاسات الجيومغناطيسية، فالموقع time-averaged للقطبين الجيومغناطسيين دائماً ما يتقاطع مع القطبين الجغرافيين. هناك دليل مغناطيسي قديم هام يدعم هذه الفرضية.